# Gare de Moncton
La  gare de Moncton est une gare ferroviaire canadienne. Elle est située au centre de la ville de Moncton dans le comté de Westmorland au sud-est du Nouveau-Brunswick.
C'est une gare Via Rail Canada, desservie par le train l'Océan sur la relation Montréal-Halifax. Elle dispose d'une gare routière gérée par les compagnies d'autobus Acadian Lines pour les provinces maritimes et Codiac pour le Grand Moncton.

## Histoire
Le bâtiment de la gare est rénové en 2002 pour un coût de 1,5 million de dollars, et abrite depuis ce temps le bureau des ventes par téléphone de VIA, qui s'occupe de toutes les réservations provenant des États-Unis et aussi celles faites par internet.